# Riemannsche Submersion
Im mathematischen Gebiet der Differentialgeometrie bezeichnet man als riemannsche Submersion eine die riemannsche Metrik respektierende Submersion einer riemannschen Mannigfaltigkeit auf eine andere, die also lokal wie eine orthogonale Projektion auf den Tangentialraum der zweiten Mannigfaltigkeit aussieht.

## Definition
Seien {\displaystyle (M,g)} und {\displaystyle (N,h)} zwei riemannsche Mannigfaltigkeiten und 
{\displaystyle f\colon M\to N}
eine Submersion. 
Dann heißt {\displaystyle f} eine riemannsche Submersion, wenn der Isomorphismus
{\displaystyle df\colon \mathrm {ker} (df)^{\perp }\rightarrow TN}
eine Isometrie ist.

## Konstruktion von Metriken auf Quotientenräumen
Eine Lie-Gruppe {\displaystyle G} wirke isometrisch, frei und eigentlich diskontinuierlich auf einer riemannschen Mannigfaltigkeit {\displaystyle (M,g)}. Der Quotientenraum {\displaystyle N=M/G} ist eine differenzierbare Mannigfaltigkeit und man hat einen Isomorphismus {\displaystyle df\colon \mathrm {ker} (df)^{\perp }\rightarrow TN}. 
Eine Riemannsche Metrik auf {\displaystyle N} wird eindeutig festgelegt durch, die Bedingung, dass dieser Isomorphismus eine Isometrie sein soll. Sie wird als Quotientenmetrik bezeichnet. Mit dieser Metrik wird die Quotientenabbildung {\displaystyle f\colon M\to N} eine Riemannsche Submersion.

## Beispiele
Die Fubini-Study-Metrik auf dem komplex-projektiven Raum {\displaystyle \mathbb {C} P^{n}=S^{2n+1}/S^{1}} ist die Quotientenmetrik für die Standard-Wirkung der Kreisgruppe auf der „runden Sphäre“, also der Sphäre konstanter Schnittkrümmung +1. Mit dieser Metrik ist die Quotientenabbildung 
{\displaystyle f\colon S^{2n+1}\to \mathbb {C} P^{n}}
also eine Riemannsche Submersion.
Für {\displaystyle n=1} ist das die Hopf-Faserung der Standardsphäre {\displaystyle S^{3}}: die Hopf-Abbildung
{\displaystyle H\colon S^{3}\to S^{2}}
gibt eine Riemannsche Submersion.

## O’Neill-Formel
Die Schnittkrümmung des Bildraumes einer riemannschen Submersion kann aus der Schnittkrümmung des Urbildraumes mit der O’Neill-Formel berechnet werden:
{\displaystyle K_{N}(X,Y)=K_{M}({\tilde {X}},{\tilde {Y}})+{\tfrac {3}{4}}|[{\tilde {X}},{\tilde {Y}}]^{V}|^{2}}.
Hierbei sind {\displaystyle X,Y} orthonormale Vektorfelder auf {\displaystyle N}, {\displaystyle {\tilde {X}},{\tilde {Y}}} ihre horizontalen Hochhebungen auf {\displaystyle M}, {\displaystyle [*,*]} bezeichnet den Kommutator von Vektorfeldern und {\displaystyle Z^{V}} ist die Projektion des Vektorfeldes {\displaystyle Z} auf die vertikale Distribution.